# Łąkomin (osada leśna)
Łąkomin – osada leśna w Polsce położona w województwie lubuskim, w powiecie gorzowskim, w gminie Lubiszyn.
W latach 1975–1998 miejscowość administracyjnie należała do województwa gorzowskiego.